# Ebrosiro coiffaiti
Genre
Espèce
Synonymes
- Parasiro coiffaiti Juberthie, 1956

Ebrosiro coiffaiti, unique représentant du genre Ebrosiro, est une espèce d'opilions cyphophthalmes de la famille des Parasironidae.

## Distribution
Cette espèce se rencontre en Espagne en Catalogne et en France dans les Pyrénées-Orientales.

## Description
Les mâles mesurent de 1,56 à 1,62 mm.

## Systématique et taxinomie
L'espèce Ebrosiro coiffaiti a été décrite pour la première fois en 1956 par le biospéologiste français Christian Juberthie (d) (1931-) sous le protonyme Parasiro coiffaiti.
En 2024, Ivo Mladen Karaman (d), Plamen Genkov Mitov (d) et Nataly Yurievna Snegovaya (d) créent le genre Ebrosiro et la reclassent sous son taxon actuel.

## Étymologie
Cette espèce est nommée en l'honneur de l'entomologiste français Henri Coiffait (d) (1907–1989).

## Publication originale
- (fr) Christian Juberthie, « Une nouvelle espèce d'Opilions Sironidae de France et d'Espagne : Parasiro coiffaiti n. sp. » Bulletin du Muséum National d'Histoire Naturelle, 1956,sér. 2, vol. 28, no 4, p. 394–400 (lire en ligne).